# Gornji Humac
Gornji Humac är en ort i Kroatien.   Den ligger i länet Dalmatien, i den södra delen av landet, 290 km söder om huvudstaden Zagreb. Gornji Humac ligger 410 meter över havet och antalet invånare är 276.
Terrängen runt Gornji Humac är huvudsakligen kuperad, men den allra närmaste omgivningen är platt. Havet är nära Gornji Humac söderut.  Närmaste större samhälle är Omiš, 16,7 km norr om Gornji Humac. Trakten runt Gornji Humac består i huvudsak av gräsmarker.